# Ger van Elk

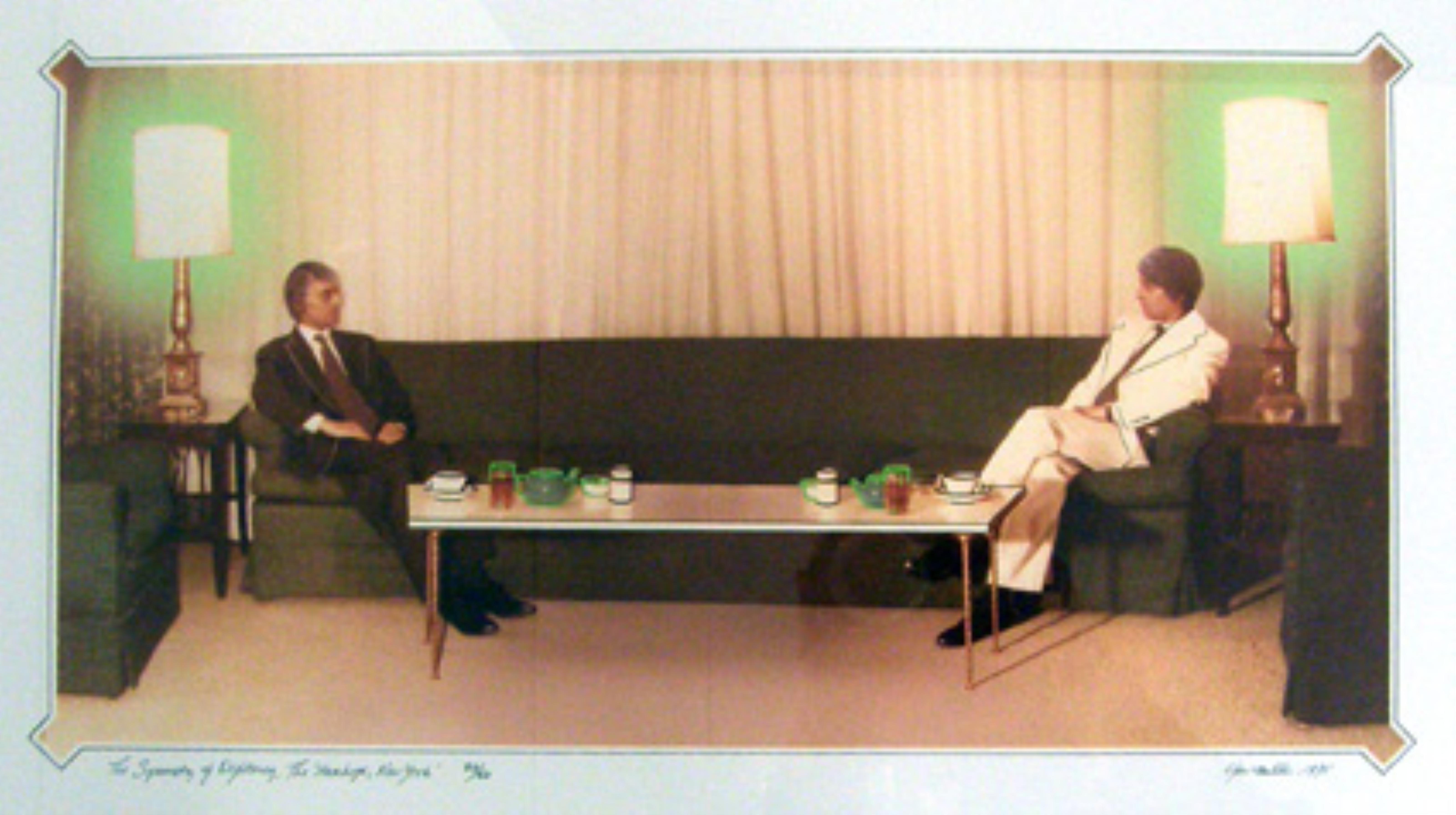
Ger van Elk, Symmetry of Diplomacy, 1975, Groninger Museum.

Gerrit Pieter (Ger) van Elk (Amsterdam, 9 maart 1941 – aldaar, 17 augustus 2014) was een Nederlands beeldend kunstenaar die onder meer sculpturen, beschilderde fotowerken, installaties en filmwerken maakte. Zijn werk wordt over het algemeen gerekend onder de conceptuele kunst en arte povera.
Samen met Marinus Boezem, Wim T. Schippers en Jan Dibbets wordt Van Elk gezien als behorend tot de belangrijkste vertegenwoordigers van deze stromingen in Nederland. Onder meer het Stedelijk Museum Amsterdam, het Van Abbemuseum, het Kunstmuseum Den Haag, het Kröller-Müller Museum (Otterlo), Museum Boijmans van Beuningen en de Tate Gallery in Londen hebben werk van Van Elk. In zijn werk speelt reflectie op de kunstgeschiedenis een belangrijke rol.

## Biografie
Ger van Elk volgde zijn opleiding op het Instituut voor Kunstnijverheidsonderwijs (de huidige Rietveldacademie) in Amsterdam. Hij studeerde ook kunstgeschiedenis aan het Immaculate Heart College in Los Angeles (1961–1963) en aan de Rijksuniversiteit Groningen (1965–1966).
In Los Angeles raakte hij bevriend met gelijkgezinde kunstenaars als William Wegman en de Nederlander Bas Jan Ader.
Hij begon zijn carrière als kunstenaar in de jaren zestig, toen hij het A-dynamisch manifest ondertekende, waarmee hij samen met Wim T. Schippers en Bob Wesdorp pleitte voor de vervaardiging van kunstwerken waarin op geen enkele manier de persoonlijke expressie van de kunstenaar van belang is.
In 1967 richtte Van Elk samen met Jan Dibbets en Reinier Lucassen het Internationaal Instituut voor de Herscholing van Kunstenaars op, dat verantwoordelijk was voor een aantal manifesten en projecten in de stijl van de conceptuele kunst.
In de jaren '60 en '70 ontwierp hij ook affiches en platen-hoezen voor impro-muziek van bekende Nederlandse musici.
Van 1969 tot 1972 legde Van Elk zich steeds meer toe op werken met dia- en filmbeelden. In 1969 nam hij deel aan de tentoonstelling Op Losse Schroeven/Situaties en Cryptostructuren, in het Stedelijk Museum in Amsterdam. 
Van Elk was docent aan Ateliers '63 in Haarlem van 1972 tot 1981 en aan de École des Beaux-Arts in Parijs (1994–1995).
Hij ontving verschillende prijzen voor zijn werk zoals de David Röell Prijs van het Prins Bernhard Cultuurfonds in 1982, J.C. van Lanschotprijs voor de Beeldhouwkunst in 1996 en de Oeuvreprijs van het Fonds voor beeldende kunsten, vormgeving en bouwkunst in 2004.
In 2013 kreeg hij een hersenbloeding en ging zijn gezondheid achteruit. Vanaf zijn ziekbed omschreef hij zijn werk als volgt: "De wereld van de moderne kunst wordt poeniger en poeniger. (...) Daar heb ik een hekel aan en daar wilde ik op mijn manier op reageren."

## Geselecteerde solotentoonstellingen
- 1980: Nederlands paviljoen, Biennale van Venetië
- 2009: Een keuze vanaf 1966, Galerie de Expeditie, Amsterdam
- 2011: Conclusions, Borzo, Amsterdam
- 2012: Ger van Elk: curated by Gijs van Tuyl, Galerie Bob van Orsouw, Zürich
- 2012: As is, as was / As was, as is, Borzo & Grimm Gallery, Amsterdam
- 2014: Ger van Elk – Flatscreens, 26 april 2014 - 21 september 2014, Kröller-Müller, Otterlo

## Geselecteerde werken
- La Pièce (1971) Kröller-Müller Museum
- The missing person (fotoserie uit 1976)
- Hollands Landschap (installatie uit 1999 met werken van Museum Boijmans van Beuningen)
- Replacement piece (2014, liggend bij het Stedelijk Museum Amsterdam)

## Prijzen
- David Röell Award (1982)
- Van Lanschotprijs (1996)
- Oeuvreprijs Fonds BKVB (2004) voor zijn gehele oeuvre.[6]

- Bibsys: 98070072
- Bibliothèque nationale de France: cb125314337 (data)
- Digitale Bibliotheek voor de Nederlandse Letteren: elk_001
- Gemeinsame Normdatei: 119344742
- International Standard Name Identifier: 0000 0001 1438 4656
- Library of Congress Control Number: n85202414
- MusicBrainz: 003bbf4e-9f81-4ed2-b19e-25517077bc22
- Musée national d'archéologie, d'histoire et d'art: lkl011071
- National Gallery of Victoria: 2212
- Nationale Bibliotheek van Israël: 987007507949105171
- Nederlandse Thesaurus van Auteursnamen: 068900783
- PIC: 316200
- Réseau des bibliothèques de Suisse occidentale: 02-A012468833
- RKD-Nederlands Instituut voor Kunstgeschiedenis: 25989
- SNAC: w6cr84rc
- Système universitaire de documentation: 075427826
- Museum of New Zealand Te Papa Tongarewa: 36555
- Union List of Artist Names: 500094334
- Virtual International Authority File: 15578175
- WorldCat: E39PBJmXDMmKybcFKv6tQT46rq